# Sint-Barbarakerk (Sint-Genesius-Rode)

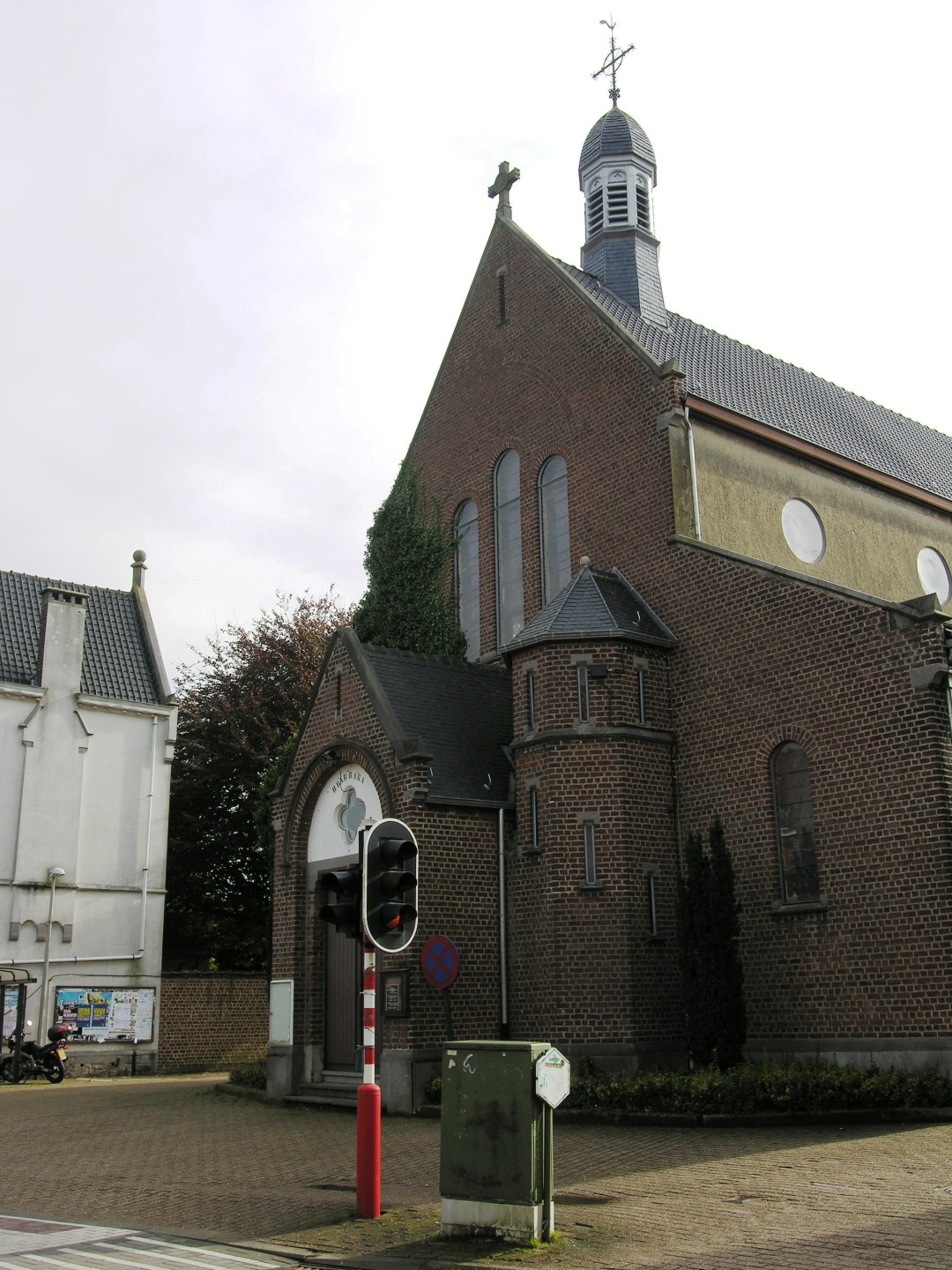
Sint-Barbarakerk

De Sint-Barbarakerk is een rooms-katholiek kerkgebouw in de Vlaams-Brabantse plaats Sint-Genesius-Rode, gelegen aan de Gehuchtstraat 186.

## Geschiedenis
In 1873 kwam in het gehucht De Hoek een station. Als gevolg hiervan groeide de bevolking van het gehucht en in 1900 werd een zelfstandige parochie gesticht. Ook werd toen een kerk gebouwd.

## Gebouw
Het betreft een eenvoudig bakstenen driebeukig kerkje, voorzien van een dakruiter. De kerk, met een halfronde apsis, is naar het zuiden georiënteerd.